# Права ЛГБТ в Албании
Гомосексуальные отношения в Албании легальны с 1995 года. Возраст сексуального согласия — 14 лет (для всех, независимо от пола и/или сексуальной ориентации) с 2001 года.
Албания ратифицировала Протокол № 12 Европейской конвенции о защите прав человека и основных свобод, кроме того, Албанией была подписана в 2007 году Декларация ООН о сексуальной ориентации и гендерной принадлежности.
4 февраля 2010 года парламент Албании единогласно принял всеобъемлющий закон о борьбе с дискриминацией, который запрещает дискриминацию по признаку сексуальной ориентации и гендерной идентичности. Закон распространяется во все сферы, включая занятость, предоставление товаров и услуг, образование, здравоохранение и жилье. Албания является одной из нескольких европейских стран, явно запрещающих дискриминацию по признаку гендерной идентичности. Закон также превышает минимальные стандарты ЕС, которые требуют, чтобы работодатели воздерживались от дискриминации на основе сексуальной ориентации. В соответствии с этим законом был создан независимый орган — Институт по борьбе с дискриминацией.
4 мая 2013 года парламентом Албании единогласно внесены изменения в Уголовный кодекс с целью приравнять преступления на почве ненависти в отношении сексуальной ориентации и гендерной идентичности на одном уровне с преступлениями против пола, расы, национальности, вероисповедания, инвалидности и т. д. Он также принял новый закон о наказании за распространение гомофобной информации с помощью любых средств (в том числе Интернета), за что полагается штраф и до 2 лет лишения свободы.

## Закон об однополых сексуальных отношениях

### Османская империя
В 1858 году Османская империя легализовала однополые половые отношения.

### Зогистская эпоха
В 1937 году министр внутренних дел Муса Джука был обеспокоен практикой гомосексуализма и хотел «принять меры всеми возможными средствами» против его практики.

### Народная Социалистическая Республика Албания
В Народной Социалистической Республике Албании однополые половые отношения наказываются длительными сроками тюремного заключения, издевательствами и остракизмом. Статья 137 «Преступления против общественной морали» Уголовного кодекса гласит: «Педерастия наказуема либо лишением свободы на срок до десяти лет». Слово «педерастия» использовалось как кодовое слово для обозначения секса между двумя взрослыми мужчинами по обоюдному согласию или секса между взрослым и ребёнком любого пола.

### Республика Албания
Албания декриминализовала добровольное сексуальные отношения в 1995 году. С 2001 года возраст согласия был равен 14 годам для всех, независимо от пола и / или сексуальной ориентации.
Летом 1994 года правительство Албании выдвинуло проект Уголовного кодекса, согласно которому гомосексуальность оставалась бы незаконной, но с максимальным сроком заключения, сокращенным до трех лет. Кампания Общества геев Албании в Албании и международное давление, организованное ILGA, в котором Совет Европы сыграл важную роль, привели к отзыву этого законопроекта.
20 января 1995 года парламент Албании узаконил однополые сексуальные отношения по обоюдному согласию в Албании. Таким образом, полностью отменена статья 137 старого Уголовного кодекса, принятого при социалистической Албании, которая предусматривала до десяти лет тюрьмы за «гомосексуализм».

## Признание однополых отношений
Однополые браки или гражданские союзы в настоящее время не признаются в Албании. Хотя предыдущий премьер-министр Сали Бериша объявил в июле 2009 года, что он поддержит признание гражданских браков, предложенный закон о борьбе с дискриминацией, единогласно одобренный 4 февраля 2010 года, никогда не касался однополых браков. Группы по защите прав геев высоко оценили новый закон, но выразили надежду, что Бериша в конечном итоге сдержит свое обещание о легализации однополых браков.
Игли Тотозани, предыдущий народный адвокат, объявил в октябре 2013 года, что он будет готовить для парламента проект закона об изменениях в семейном кодексе, которые позволят ввести однополые браки. Но по состоянию на 2020 год никаких изменений не произошло, и ЛГБТ-активисты критикуют бездействие правительства.

## Защита от дискриминации
4 февраля 2010 года парламент Албании единогласно принял всеобъемлющий закон о борьбе с дискриминацией, который запрещает дискриминацию по признаку сексуальной ориентации и гендерной идентичности. Закон применяется ко всем сферам, включая профессиональную сферу, предоставление товаров и услуг, образование, здравоохранение и жилье. Албания — одна из немногих европейских стран, прямо запрещающих дискриминацию по признаку гендерной идентичности. Закон также превышает минимальные стандарты ЕС, которые требуют, чтобы работодатели воздерживались от дискриминации по признаку сексуальной ориентации. В соответствии с этим законом в 2010 году был создан институт комиссара по борьбе с дискриминацией, и парламент избрал Ирму Бараку главой этого независимого органа.
Однако 12 декабря 2012 года две организации, которые продвигают права ЛГБТ, «Альянс против дискриминации» и «За ЛГБТ», выразили разочарование тем, что они назвали «слабой и непрофессиональной работой, проделанной Комиссаром по борьбе с дискриминацией». По словам Хени Карадж и Кристи Пиндери, лидеров этих организаций, ЛГБТ-сообщество «потеряло доверие к этому институту из-за его медленной работы, преднамеренных бюрократических препятствий и длительного процесса расследования без объяснения причин или существенных аргументов».
Они утверждали, что из девяти дел, связанных с дискриминацией ЛГБТ напрямую или через язык вражды, только одно дело было завершено этим учреждением. Самым спорным случаем гомофобии и языка вражды стал случай с заместителем министра обороны Экремом Спахиу, который заявил местной газете: «Остается только избить их палкой. Если вы этого не понимаете, я это могу объяснить: бить их резиновой палкой». Делегация ЕС в Тиране, Human Rights Watch, Amnesty International и ILGA-Europe, местные и международные СМИ освещали и осуждали это заявление, даже премьер-министр Сали Бериша публично осудил его, но Комиссар не смог продолжить дело.
4 мая 2013 года парламент Албании единогласно внес поправки в Уголовный кодекс и приравнял преступления на почве ненависти против сексуальной ориентации и гендерной идентичности к преступлениям против пола, расы, этнической принадлежности, религиозных убеждений, инвалидности и так далее. Он также принял новый закон, карающий распространение гомофобной информации любыми средствами (включая Интернет) штрафом и лишением свободы на срок до двух лет.
В октябре 2020 года антидискриминационный закон Албании был расширен, чтобы запретить дискриминацию по признакам пола и ВИЧ-статусу.

### Проблемы ЛГБТ в государственном образовании
В июне 2016 года правительство приняло Национальный план действий в отношении ЛГБТ, который направлен на борьбу с издевательствами и дискриминацией ЛГБТ в начальном и среднем образовании при помощи лекций и других мероприятий. Министерство образования, спорта и молодежи Албании заявило, что в соответствии с планом оно будет работать с активистами ЛГБТ-движения для борьбы с дискриминацией по признаку сексуальной ориентации. Включение вопросов ЛГБТ в школьные мероприятия вызвало много споров, и многие политические фигуры, такие как Тритан Шеху, Лучиано Бочи, Месила Дода, Нард Ндока и Илли Манджани, выразили решительную оппозицию такой деятельности.
В ответ на противоречие 23 марта 2018 года Министерство образования и спорта выступило с заявлением, в котором говорилось, что, вопреки сообщениям СМИ, ему было известно об этих лекциях и что они проводились в рамках Национального плана действий в отношении ЛГБТ, который, среди прочего, направлен на борьбу со стереотипами, основанными на сексуальной ориентации. В спорном заявлении директор средней школы Тираны «Сами Фрашери» г-жа Теута Доби публично выступила против таких лекций, несмотря на то, что несколькими неделями ранее активисты ЛГБТ читали лекцию в её школе с одобрения школы.

## Движение за права ЛГБТ в Албании

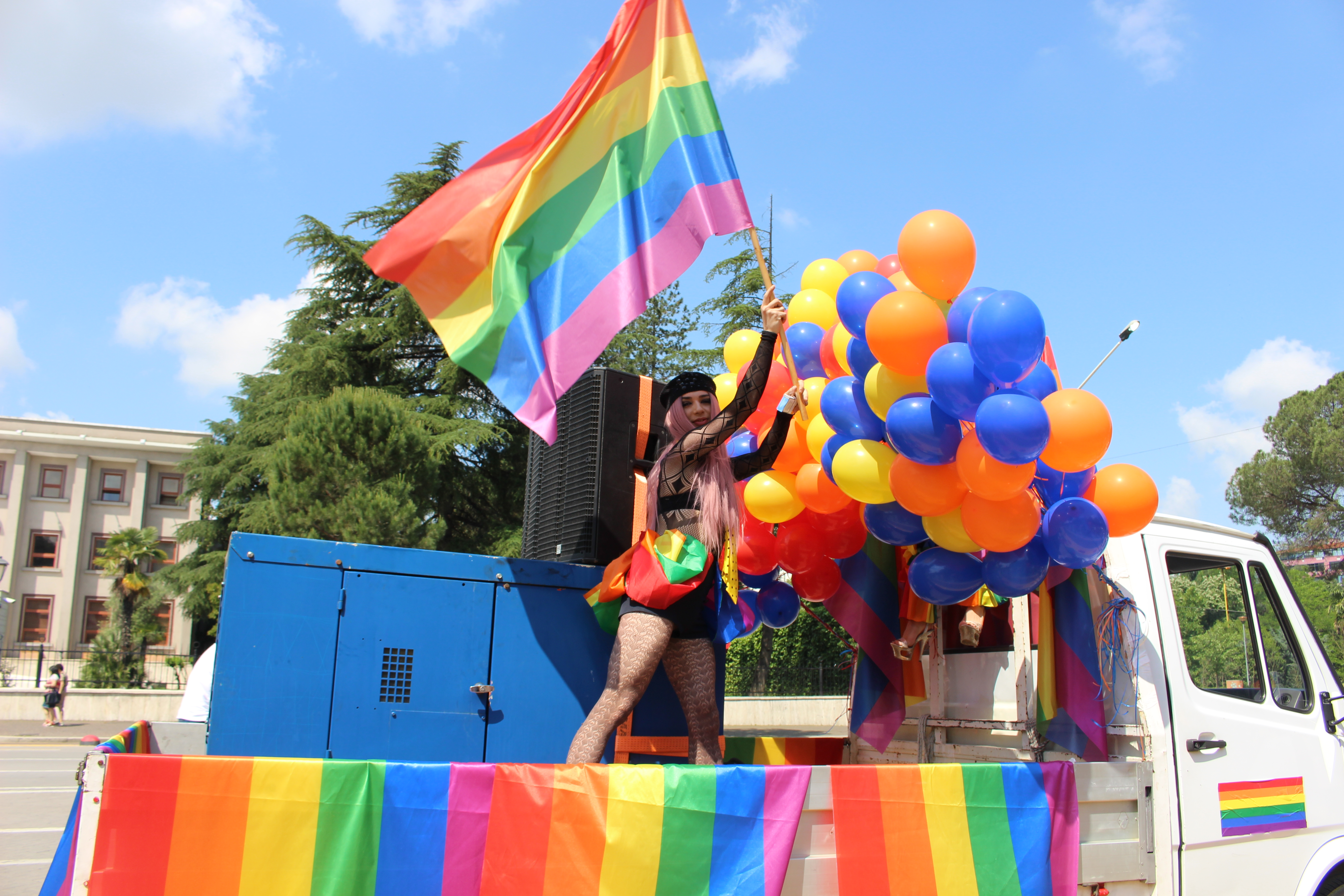
7-й гей-парад в Тиране

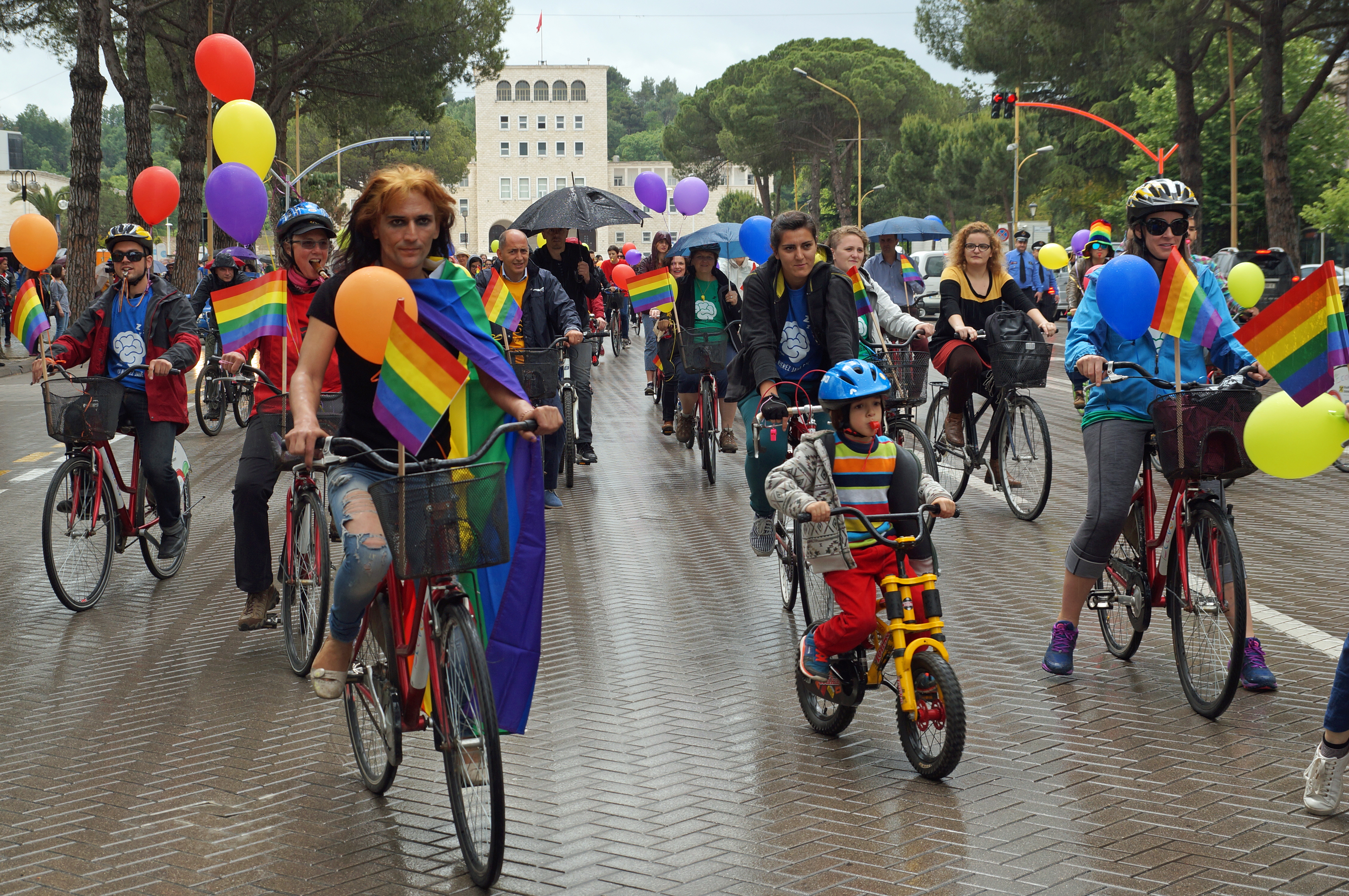
Гей-парад 2016 года в Тиране

В Албании есть три организации, занимающиеся правами ЛГБТ. Три самые известные - это Альянс против дискриминации ЛГБТ, Pro LGBT и Pink Embassy / LGBT PRO ne Shqiperi. Эти организации работают над созданием лучшей и более равной жизненной ситуации для ЛГБТ в Албании.
Альянс против дискриминации ЛГБТ - албанская неправительственная организация, основанная пятью лесбиянками. Альянс ставит своей целью создание свободного, открытого и равноправного албанского общества, сочетающего разнообразие и включающее людей любой сексуальной ориентации и гендерной идентичности. Организация была создана в марте 2009 года волонтерской группой молодых людей из числа ЛГБТ, целью которой является улучшение жизни и расширение прав и возможностей ЛГБТ в Албании. Деятельность Альянса включает: построение сообщества, повышение осведомленности, защиту и лоббирование. Шени Карадж, нынешний директор этой НПО, выступила на встрече в Анкаре в марте 2013 года как первая лесбийская активистка в Албании.

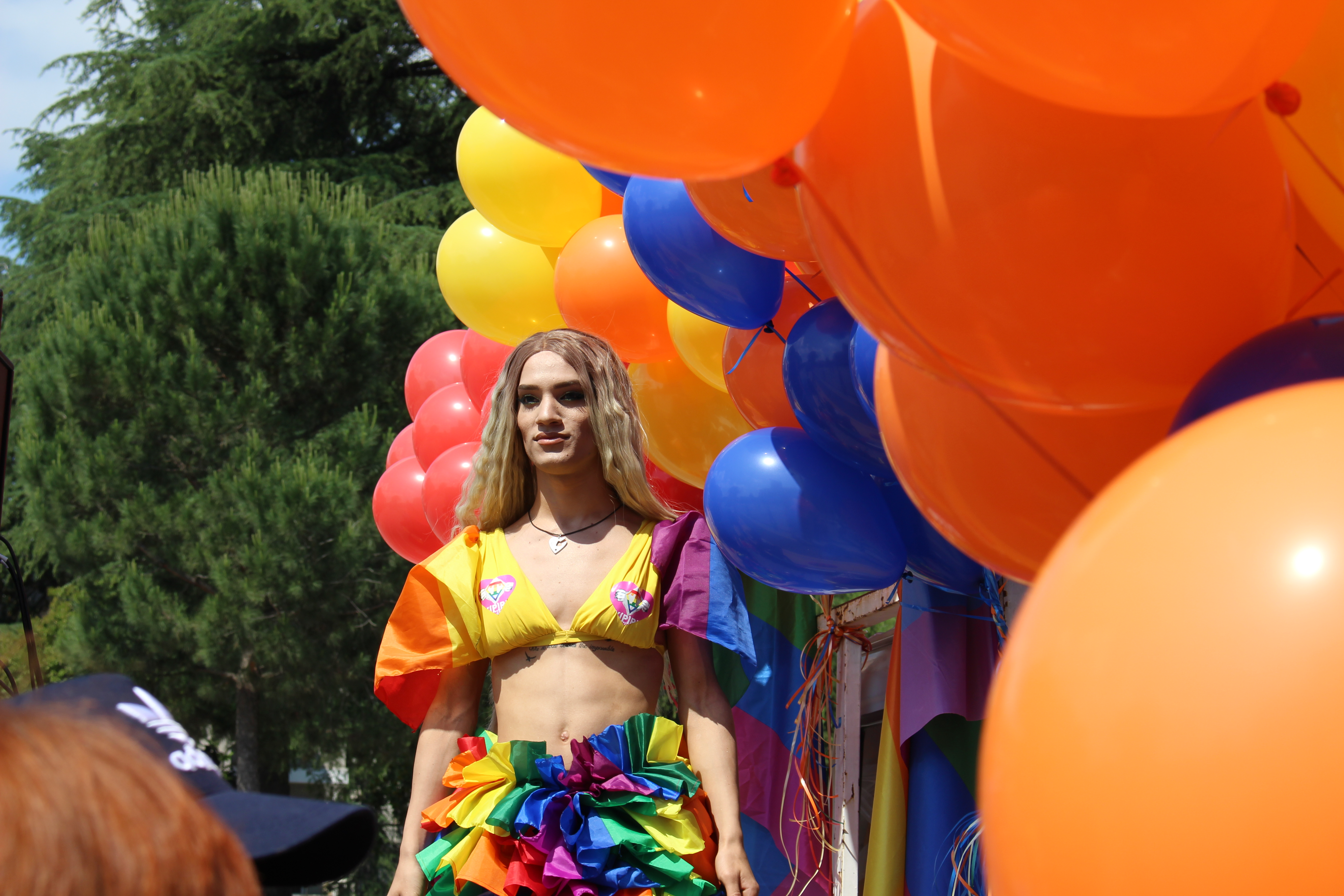
7-й гей-парад в Тиране

Pro LGBT в основном ориентирован на информирование общественности о проблемах ЛГБТ и использование общественных кампаний как инструмента для улучшения ситуации в ЛГБТ-сообществе. Недавно эта организация запустила новостной портал о правах человека «Моя история», который становится основным источником для основных средств массовой информации в Албании по вопросам ЛГБТ.
В декабре 2010 года депутат Комиссии по труду, социальным вопросам и здоровью Тритан Шеху заявил, что «гомосексуальность должна рассматриваться медицинским персоналом как гормональное, а также психологическое расстройство». ЛГБТ-организации подали коллективную жалобу Уполномоченному по защите от дискриминации. Комиссар рассмотрел жалобы и, после длительной задержки, 30 сентября 2011 года сделал выговор Шеху в письме в парламент: «Г-н Шеху должен избегать дискриминационных замечаний в будущем, которые создают атмосферу напряженности и недружелюбия по отношению к ЛГБТ-сообществу в Албании». Комиссар также рекомендовал парламенту предоставить «все гарантии, чтобы мысли, мнения и замечания ЛГБТ-сообщества были услышаны, оценены и приняты во внимание, когда они непосредственно вовлечены в конкретные темы, чтобы помочь сообществу в полной мере насладиться его правами и свободами».
В 2014 году в Тиране был проведен первый конкурс красоты «Мисс Транс Албания» для трансгендерных женщин в Албании, целью которого было повышение узнаваемости и признания трансгендерного сообщества.
В апреле 2018 года Эринда Балланка, нынешний Народный защитник, выступила в поддержку однополых браков и пообещала поддерживать права ЛГБТ, включая право на изменение пола на законных основаниях.

### Насилие и дискриминация в повседневной жизни
В 2018 году НПО заявили: «к сожалению, наблюдается стагнация и некоторое ухудшение в отношении прав сообщества ЛГБТ в нашей Албании».
Согласно годовому отчету организаций, к концу 2018 года в Албании зарегистрирован 421 задокументированный случай дискриминации в отношении представителей ЛГБТ. Типы дискриминации варьируются от прямого физического насилия до психологического давления, такого как оскорбление, высмеивание, навешивание ярлыков, злонамеренные сплетни, унижение на улице, отказ от услуг в барах, спортзалах, супермаркетах, физические нападения, насилие со стороны клиентов (секс-работников) или на улице гомофобами. Из всех зарегистрированных случаев только о пяти случаях насилия было сообщено властям.

## Религия и ЛГБТ в Албании
Религия не является важным компонентом социальной, политической и культурной жизни Албании. Хотя религия считается частной проблемой и не является частью политического дискурса, религиозные организации пытаются влиять на политические решения, касающиеся прав ЛГБТ-сообщества. 19 августа 2009 года, когда экс-премьер Бериша провозгласил новый закон о борьбе с дискриминацией, который предусматривает юридическое признание и защиту прав ЛГБТ-сообщества в Албании, религиозные организации массово отреагировали на это предложение. Они написали письмо правительству, в котором заявили, что считают распространение семейных прав на ЛГБТ-людей угрозой для албанской семьи и общества. Они считали гомосексуальность привнесенной из западных стран привычкой и призывали премьер-министра: «Делать то, что правильно в глазах Бога, а не то, что правильно в глазах современного мира».
17 мая 2012 года мусульманская группа, подстрекаемая религиозными лидерами, организовала демонстрацию против геев параллельно с Праздником сторонников геев, организованным на открытой общественной площади. Демонстранты несли транспаранты с надписью: «гомосексуальность - это грех». Осуждая международное сообщество за его поддержку ЛГБТ-людей, лидер мусульманских протестующих заявил, что «Албания не присоединится к Европейскому Союзу с гомосексуалистами», имея в виду, что если права ЛГБТ-людей являются условием членства, то Албания не присоединится к ЕС. .
20 января 2016 года лидеры религиозных организаций объединились, чтобы призвать правительство и парламент запретить однополые браки, чтобы «защитить семью от разрушения». Под сильным давлением со стороны религиозных лидеров и вопреки обещаниям, что сексуальная ориентация и гендерная идентичность будут включены в список запрещенных оснований для дискриминации, депутаты парламента в последний момент удалили это из статьи 18 Конституции. 20 июля 2016 года PINK Embassy опубликовало заявление для прессы с критикой отмены конституционных поправок о дискриминации по признаку сексуальной ориентации и гендерной идентичности и с критикой членов парламента за капитуляцию перед религиозной нетерпимостью, предупреждая, что: «Подчинение парламента религиозным экстремистам представляет собой угрозу секуляризму и правам человека».
Исследования религии на Западных Балканах показывают, что гомосексуальность воспринимается как объединяющий враг, продвигаемый западными ценностями. Чем больше сексуальное разнообразие защищается Западом, тем сильнее может возникнуть сопротивление правам ЛГБТ-сообщества. Нет религиозных групп, оказывающих поддержку ЛГБТ-сообществу.

## Общественное мнение
Отношение общества к ЛГБТ-сообществу в целом отрицательное и является одним из самых неблагоприятных в Европе. Данные, опубликованные ESS в 2013 году, показывают, что подавляющее большинство албанцев социально консервативны и не одобряют сообщество геев и лесбиянок. Согласно данным опроса, 53 % албанцев считают, что «геи и лесбиянки не должны иметь права жить так, как они хотят», и наибольший процент придерживается этого мнения в опросе.
Результаты предыдущего опроса Gallup’s Balkan Monitor, проведенного в 2010 году, показывают, что 54,2 % албанцев считают гомосексуальные отношения неправильными, а 22,7 % с этим не согласны. Наблюдались региональные различия, поскольку респонденты из Центральной Албании с большей вероятностью не согласны (35,5 % согласны, 28,2 % не согласны), чем респонденты с Севера (59,8 % согласны, 16,4 % не согласны) или Юга (71,1 % согласны, 17,2 % не согласны). Кроме того, респонденты из Албании чаще были не согласны, чем респонденты из большинства соседних балканских стран, включая Северную Македонию (от 69,4 % до 18,4 %), Сербию (от 75,1 % до 8,7 %), Черногорию (от 65,8 % до 12,1 %), Косово (от 64,9 % до 18,5 %) и Боснии (от 74,3 % до 9,2 %), в то время как Хорватия была сопоставима (от 50,3 % до 20,4 %). Другие заданные вопросы включали, имеют ли гомосексуалы «те же права, что и все другие люди», с чем согласны 44,4 % албанцев, а 28,5 % не согласны. С другой стороны, 78,7 % албанцев считали «гомосексуальные действия» аморальными, 56,2 % считали, что гомосексуалы не должны иметь публичных должностей (например, быть учителями, говорится в вопросе), и такое же количество опрошенных сообщили, что гомосексуалы не должны показывать свои предпочтения на публике.
Исследование, проведенное в 2015 году среди албанской молодежи в возрасте 16-27 лет, показало, что 55 % не хотели бы иметь соседей-гомосексуалистов, в то время как 34 % не заботились бы об этом, а 11 % были бы рады этому факту.
Исследование 2016 года показало, что среди албанских студентов университетов было больше проявлений гомофобии, чем среди итальянских студентов, но среди албанских студентов было меньше, чем среди украинских студентов. Среди албанцев факторы, связанные с гомофобией, включали принадлежность к мужчине, политический консерватизм и религиозность (хотя между католиками и мусульманами не было обнаружено различий, хотя в опросе было немного представителей других групп, кроме атеистов). С другой стороны, политическая прогрессивность и наличие отношений были связаны со снижением выявления гомофобии среди албанских студентов.
Согласно результатам балканского опроса, проведенного Национальным демократическим институтом в 2015 году, только 6 % албанцев полностью поддержали бы своего ребёнка, если бы узнали, что он ЛГБТ, и эта цифра упала до 3 %, если бы это был их друг/знакомый/коллега. Также 8 % общались с человеком, который, как они знали, был ЛГБТ. В том же опросе 58 % албанцев также заявили, что не будут голосовать за политическую партию, которая поддерживает права ЛГБТ.